# Salmon Stream
Koordinaten: 77° 56′ S, 164° 30′ O
Der Salmon Stream ist ein kleiner und rund 10 km langer Schmelzwasserfluss an der Scott-Küste des ostantarktischen Viktorialands. Er fließt vom Salmon-Gletscher zur Salmon Bay. 
Teilnehmer der Terra-Nova-Expedition (1911–1913) unter der Leitung des britischen Polarforschers Robert Falcon Scott benannten ihn als Davis Creek in Anlehnung an die zeitgleich von ihnen vorgenommene Benennung des Davis-Gletschers, der heute als Salmon-Gletscher bekannt ist. Das New Zealand Antarctic Place-Names Committee passte die Benennung 1960 an die Umbenennung dieses Gletschers an.